# Alice Rosenstein
Alice Rosenstein (* 9. Juni 1898 in Breslau, Provinz Schlesien; † 4. Mai 1991 in Albany (New York)) war eine deutsch-US-amerikanische Neurologin, Psychiaterin und Neurochirurgin.

## Leben und Wirken
Alice Rosensteins Vater war der Geheime Sanitätsrat Moritz Rosenstein, der am Jüdischen Krankenhaus in Breslau die Abteilung für Gynäkologie und Geburtshilfe leitete. Von ihm hatte sie die Neigung zur Medizin und die zeichnerische Begabung geerbt. Die Mutter Ellen geb. Ebstein war Amerikanerin und stammte aus Poughkeepsie im Bundesstaat New York. Als in der Weimarer Republik zahlreiche Zugangshürden für Frauen gefallen waren, konnte Alice an der Schlesischen Friedrich-Wilhelms-Universität Breslau und der Friedrich-Wilhelms-Universität zu Berlin Medizin studieren. Im Juni 1923 als Ärztin approbiert, wurde sie im selben Jahr magna cum laude zur Dr. med. promoviert. Zu dem Thema der Doktorarbeit hatte sie Otfrid Foerster angeregt.

### Breslau
Am Ende der Deutschen Inflation 1914 bis 1923 ging sie als Volontärärztin an die Augenklinik des Rudolf-Virchow-Krankenhauses. 1924 wechselte sie zu Alfred Bielschowsky in der Breslauer Augenklinik. Die in jenen Jahren drückenden ökonomischen Verhältnisse zwangen zu Sparmaßnahmen und Stellenstreichungen. Entlassungen trafen zuerst die Jüngsten und die Frauen, so auch Alice; im Februar 1924 kam sie aber bei Otfrid Foerster auf eine Volontärstelle in der Neurologie des nach Wenzel Hancke benannten Krankenhauses in Breslau. Einige Monate später wurde daraus eine feste Anstellung. Einer ihrer Mitassistenten war Ludwig Guttmann. Ihre erste Publikation aus der klinischen Tätigkeit befasste sich mit der Pneumoenzephalografie der Hirnventrikel (Foramen Monroi). Vorträge hielt sie vor allem zu bildgebenden Verfahren und – als Reminiszenz an Bielschowsky – neuroophthalmologischen Kasuistiken. Als „fluent speaker“ rezensierte sie über acht Jahre (bis zur Emigration) englischsprachige Fachbücher und Publikationen für das Zentralblatt für die gesamte Neurologie und Psychiatrie. Otfrid Foerster bescheinigte ihr 1929 operatives Geschick und eine große zeichnerische und malerische Begabung; in der Anfertigung von Operationsskizzen und bioptischen Bildern habe sie unersetzliche Dienste geleistet.

### Frankfurt am Main
Nachdem sie an Foersters Klinik fast ein Jahr lang die Oberarztstelle vertreten hatte, wechselte sie zu Karl Kleist, Neurologe und Psychiater in Frankfurt am Main. Im Oktober 1930 konnte er mit seinen Mitarbeitern die neue Nervenklinik in Frankfurt-Niederrad beziehen. Sie hatte 200 Betten und galt als eine der modernsten Nervenkliniken Europas. Ihren Operationssaal durften nur Chirurgen, nicht Kleist und seine Mitarbeiter für Patienten der Nervenklinik nutzen; denn gegen eine Neurochirurgie an der Nervenklinik wehrte sich Victor Schmieden, Ordinarius für Chirurgie. Wie Ferdinand Sauerbruch stand er gegen die Verselbständigung der Neurochirurgie. Alice Rosenstein leitete die Röntgenabteilung. Überwiegend zu diagnostischen Zwecken führte sie in dem Operationssaal „71 neurochirurgische Eingriffe ... bei strengster Indikationsstellung“ durch. Mit ihren jüdischen Kollegen im April 1933 entlassen, reiste sie im November 1933 nach New York City.

„Alice Rosenstein war die erste Frau, die in Deutschland – und wahrscheinlich in den USA – neurochirurgisch arbeitete, 20 Jahre bevor in Deutschland der Facharzt für Neurochirurgie eingeführt wurde. Nach Rosensteins Emigration dauerte es 30 Jahre, bis im Osten Deutschlands und 40 Jahre, bis in Westdeutschland wieder eine Neurochirurgin ausgebildet wurde.“

Weitere erste Neurochirurginnen waren Serafima Brjussowa, Diana Beck und Sofia Ionescu.

### New York
Ihr dort lebender Onkel Fritz Rosenstein bürgte für sie, so dass sie das Bleiberecht und im Mai 1934 die amerikanische Approbation erhielt. Wieder am unteren Ende der Karriereleiter, begann sie als Volontärärztin am Mount Sinai Hospital (New York) zu arbeiten. Im selben Jahr erhielt sie eine ähnliche Position für Neurologie und Psychiatrie, aber auch für Neurochirurgie am Montefiore Hospital in der Bronx. Als erste Frau der Abteilung wurde sie dort Chirurgin; sie machte aber keine neurochirurgische Karriere, sondern war primär als Neurologin und Psychiaterin tätig. Im Oktober 1934 eröffnete sie in Manhattan (85. Straße) die erste eigene Arztpraxis für Neurologie, Neurochirurgie und Psychiatrie. In Deutschland erschien 1935 der erste Band eines Neurologie-Handbuchs, zu dessen Herausgebern Otfried Foerster gehörte. Alice Rosenstein hatte ein 40-seitiges Kapitel über die peripheren Nerven beigesteuert. Ihren früheren Chef sah sie 1935 auf der letzten Reise nach Deutschland wieder. Mit Antisemitismus auch in den Vereinigten Staaten konfrontiert, änderte sie 1938 ihren Namen in Alice E. Rost. 1939 verlegte sie ihre Praxis nach Kingston (City, New York). Zwei Jahre später übernahm sie zusätzlich eine Position als Dozentin am Albany Medical College und als Psychiaterin an einer Klinik in Albany (New York).
Im Dezember 1943 trat sie als beratende Psychologin und Neurologin in das Medical Corps (United States Army) ein. Sie bildete (wohl als Hauptmann) die erste weibliche Einheit aus und engagierte sich für lesbische Soldatinnen. Sie heiratete nicht und lebte über 40 Jahre mit ihrer „Haushälterin“ zusammen. Ihre Großnichte nimmt an, dass die beiden ein Paar waren. Nach dem Krieg betreute sie seelisch traumatisierte Soldaten in einer vom Kriegsveteranenministerium der Vereinigten Staaten geführten Klinik. Sie engagierte sich in mehreren Fachgesellschaften und war auf Kongressen eine rege Diskussionsteilnehmerin. Noch mit mehr als 80 Jahren betreute sie in ihrer Praxis Patienten. Nach Deutschland kam sie nie wieder. Beerdigt wurde sie auf dem Rural Cemetery der Kleinstadt New Paltz, New York, keine 20 km entfernt vom Geburtsort der Mutter. Dort fand auch ihr Bruder Walter F. Rost seine letzte Ruhestätte.